# Sofía Otero
Sofía Otero Labrador (Barakaldo, 31 maart 2013) is een Spaans jeugdactrice van Baskische afkomst. Ze won in februari 2023 de Zilveren Beer voor beste acteerprestatie in een hoofdrol op het 73e Internationaal filmfestival van Berlijn en werd daarmee de jongste winnaar ooit.

## Biografie
Sofía Otero werd op 31 maart 2013 geboren in Barakaldo en woont in Basauri, in de regio Baskenland.
Otero maakte haar filmdebuut in 2023 met een hoofdrol in 20.000 especies de abejas, het speelfilmdebuut van de Baskische regisseur Estibaliz Urresola Solaguren. Ze werd na een auditie gekozen uit 500 meisjes en speelde een achtjarig transgender meisje dat zich niet thuis voelt in het lichaam van een jongen. Voor deze rol won ze op het Internationaal filmfestival van Berlijn de Zilveren Beer voor beste acteerprestatie in een hoofdrol en samen met de rest van de vrouwelijke cast de "Young Cinema Competition-prijs voor beste actrice" op het Internationaal filmfestival van Hong Kong.
In september 2023 was ze deel van de cast voor de film ¿Quién es quién? van regisseur Martín Cuervo, een remake van de Franse film Le Sens de la famille.

## Filmografie

### Films
- 2023: 20.000 especies de abejas

### Televisie
- 2023: Cuéntame cómo pasó (televisieserie, 2 afleveringen)

## Prijzen en nominaties
De belangrijkste:
| Jaar | Prijs                    | Categorie                                                | Film                      | Uitslag  |
| ---- | ------------------------ | -------------------------------------------------------- | ------------------------- | -------- |
| 2023 | Filmfestival van Berlijn | Zilveren Beer voor beste acteerprestatie in een hoofdrol | 20.000 especies de abejas | Gewonnen |